# Эттер, Николай Павлович
Николай Павлович Эттер(фин. Nikolai Paul Karl von Etter; 1833—1891) — русский военный деятель, генерал-лейтенант, начальник 1-й гвардейской кавалерийской дивизии.

## Биография
Родился 19 (31) марта 1833 года в семье командира 2-й бригады 21-й пехотной дивизии Павла Васильевича Эттера.
В 13 лет он был определён в Финляндский кадетский корпус; 20 октября 1848 года был переведён в Пажеский корпус, где находился до 1852 года. При выпуске из корпуса 13 августа 1852 года из камер-пажей его произвели в корнеты и назначили в лейб-гвардии Конный полк, с которым он участвовал в Крымской кампании. Через три года он был уже поручиком, с 12 апреля 1859 года — штабс-ротмистром; 13 апреля 1860 года произведён в ротмистры и назначен эскадронным командиром того же, лейб-гвардии Конного полка. В полковники Эттер был произведён 20 апреля 1864 года, но командование полком получил через несколько лет: с 21 сентября 1868 года он был командиром 6-го гусарского Клястицкого полка (по 13.06.1872). Затем, с 23 декабря 1873 года до 2 марта 1878 года командовал лейб-гвардии Уланским полком; 27 июля 1875 года был произведён в генерал-майоры и 27 июля 1876 года зачислен в Свиту Его Императорского Величества, с оставлением в прежней должности. Во время посещения России иностранными Высочайшими особами, Эттер несколько раз назначался в их свиту и получил ряд иностранных орденов.
С началом русско-турецкой войны 1877—1878 гг. Эттер со своим Уланским полком принял в ней непосредственное участие во многих боях и стычках с неприятелем и в нескольких разведочных кавалерийских рекогносцировках. За храбрость и распорядительность был награждён золотым оружием с надписью «За храбрость» и орденом Св. Станислава 1-й степени с мечами.
В 1878 году Н. П. Эттер был назначен командиром 3-й бригады 2-й гвардейской кавалерийской дивизии, с оставлением в Свите, и в том же году зачислен в списки лейб-гвардии Уланского полка. С 30 августа 1881 года Эттер командовал 7-й кавалерийской дивизией, а с 4 марта 1884 года — 10-й кавалерийской дивизией; 6 мая 1884 года был произведён в генерал-лейтенанты. С 3 ноября 1887 года — начальник 1-й гвардейской кавалерийской дивизии.
Умер 15 (27) декабря 1891 года.

## Награды
российские
- орден Св. Анны 3-й ст. (1861)
- орден Св. Станислава 2-й ст. с императорской короной (1864)
- орден Св. Анны 2-й ст. (1866), императорская корона к ордену — в 1868
- орден Св. Владимира 4-й ст. (1871)
- орден Св. Владимира 3-й ст. (1874)
- Золотое оружие «За храбрость» (1878)
- орден Св. Станислава 1-й ст. с мечами (1878)
- орден Св. Анны 1-й ст. (1881)
- орден Св. Владимира 2-й ст. (1885)
- орден Белого орла (1888)

иностранные
- австрийский орден Леопольда, командорский знак (1874)
- шведский орден Святого Олафа, командорский знак 2-й ст. (1875)
- Императорский австрийский орден Франца Иосифа, командорский крест со звездой (1876)
- румынский орден Короны 2-й ст. (1883 или 1886)
- прусский орден Короны 1-й ст. (1888)
- черногорский орден Князя Даниила I 1-й ст. (1889)

## Семья
1-й брак (с 1868 года) — Софья Александровна Спечинская (1842/1843—1871).  В 1869 году у них родился сын Павел, в 1870 году — дочь Софья. В 1871 году скончалась жена, в 1872 году — сын; оба были похоронены в Донском монастыре.
2-й брак (с ноября 1876 года) — Софья Андреевна Засецкая (1855—1939, Белград) — внучке (по материнской линии) героя Отечественной войны 1812 года Дениса Давыдова.  У них было двое детей: Юлия (1879—1960) и Николай (1882—?).
Софья Николаевна Эттер  (1870—1930/1934) вышла замуж за Н.Н.Тучкова. 
Их сыновья (внуки Николая Павловича Эттера): 
- Николай Николаевич Тучков-младший (1904—1938) жил в Ленинграде, в марте 1935 года как «нежелательный элемент», выслан сначала в Уфу, а затем в Актюбинск. В мае 1938 года  был арестован, приговорен к высшей мере наказания и расстрелян. Реабилитирован в 1989 году[2].
- Павел Николаевич Тучков (1907—1948, Ленинград)  учился в Ленинградском институте инженеров путей сообщения, но был исключен «как социально-чуждый». Решением Особого совещания при НКВД СССР 23 марта 1935 году «как социально-опасный элемент» вместе с женой Татьяной Александровной (урожд. Завалишиной) был выслан в Уфу[2].

Юлия Николаевна Эттер (1879—1960, Фрибург) вышла замуж за В.Н.Штрандмана. Эмигрировали.  В эмиграции Ю.Н.Штрандман так же, как и В.Н.Штрандман, занималась благотворительной помощью русским беженцам. 
- Их дочь — Софья Васильевна Штрандман (в замуж. Святополк-Мирская[3]; 1901—1972).